# Diamonds Unlocked
Diamonds Unlocked dvanaesti je studijski album njemačkog heavy metal-gitarista Axela Rudija Pella. Diskografska kuća Steamhammer objavila ga je 1. listopada 2007. Ovaj album sadrži obrade nekoliko sastava.

## Popis pjesama
| 1.    | »The Diamond Overture« (instrumentalna skladba) | 1:41 |
| 2.    | »Warrior« (obrada Riota)                        | 3:42 |
| 3.    | »Beautiful Day« (obrada U2a)                    | 4:46 |
| 4.    | »Stone« (obrada Chrisa Reaa)                    | 6:36 |
| 5.    | »Love Gun« (obrada Kissa)                       | 4:04 |
| 6.    | »Fools Game« (obrada Michaela Boltona)          | 3:58 |
| 7.    | »Heartbreaker« (obrada Freea)                   | 6:55 |
| 8.    | »Rock the Nation« (obrada Montrosea)            | 4:05 |
| 9.    | »In the Air Tonight« (obrada Phila Collinsa)    | 8:38 |
| 10.   | »Like a Child Again« (obrada The Missiona)      | 4:48 |
| 11.   | »Won't Get Fooled Again« (obrada The Whoa)      | 6:12 |
| 55:25 |                                                 |      |

## Zasluge
Axel Rudi Pell
- Ferdy Doernberg – klavijature, akustična gitara (na pjesmi "Love Gun")
- Volker Krawczak – bas-gitara, akustična gitara (na pjesmi "Love Gun")
- Axel Rudi Pell – gitara, produkcija
- Mike Terrana – bubnjevi
- Johnny Gioeli – vokal

Ostalo osoblje
- Charlie Bauerfeind – produkcija, inženjer zvuka, miks
- Ulf Horbelt – mastering
- Dirk Illing – naslovnica albuma, dizajn
- Kai Hoffmann – fotografije, dizajn